# Tatsuma Ito
Tatsuma Ito (18 de maio de 1988) é um tenista profissional japonês.
Em 2010 Tatsuma Ito, venceu o Challenger de Brasilia, ao bater na semifinal o favorito Ricardo Mello, e na final o sul-africano Izak van der Merwe.
Encerrou o ano de 2011 como o número 122 do mundo.

## Challenger Finais

### Simples: 9 (6–10)
| Legenda                    |
| -------------------------- |
| ATP Challenger Tour (6–10) |

| Resultado | N.  | Data             | Torneio                 | Piso        | Oponente            | Placar             |
| --------- | --- | ---------------- | ----------------------- | ----------- | ------------------- | ------------------ |
| Vice      | 1.  | 29 Novembro 2009 | Toyota, Japão           | Carpete (i) | Uladzimir Ignatik   | 6–7(7–9), 6–7(3–7) |
| Campeão   | 1.  | 14 Agosto 2010   | Brasília, Brasil        | Duro        | Izak van der Merwe  | 6–4, 6–4           |
| Campeão   | 2.  | 28 Novembro 2010 | Toyota, Japão           | Carpete (i) | Yuichi Sugita       | 6–4, 6–2           |
| Campeão   | 3.  | 4 Abril 2011     | Recife, Brasil          | Duro        | Tiago Fernandes     | w/o                |
| Vice      | 2.  | 15 Maio 2011     | Busan, Coreia do Sul    | Duro        | Dudi Sela           | 2–6, 7–6(7–5), 3–6 |
| Campeão   | 4.  | 27 Novembro 2011 | Toyota, Japão           | Carpete (i) | Sebastian Rieschick | 6–4, 6–2           |
| Campeão   | 5.  | 11 Março 2012    | Kyoto, Japão            | Carpete (i) | Malek Jaziri        | 6–7(5–7), 6–1, 6–2 |
| Vice      | 3.  | 29 Abril 2012    | Kaohsiung, Taiwan       | Duro        | Go Soeda            | 3–6, 0–6           |
| Campeão   | 6.  | 13 Maio 2012     | Busan, Coreia do Sul    | Duro        | John Millman        | 6–4, 6–3           |
| Vice      | 4.  | 27 Outubro 2013  | Melbourne, Austrália    | Duro        | Matthew Ebden       | 3-6, 7-5, 3-6      |
| Vice      | 5.  | 3 February 2014  | West Lakes, Austrália   | Duro        | Bradley Klahn       | 3-6, 6-7(9-11)     |
| Vice      | 6.  | 3 Março 2014     | Kyoto, Japão            | Duro (i)    | Martin Fischer      | 6-3, 5-7, 4-6      |
| Vice      | 7.  | 5 Maio 2014      | Gimcheon, Coreia do Sul | Duro        | Gilles Müller       | 6-7(5-7) 7-5, 4-6  |
| Vice      | 8.  | 8 Setembro 2014  | Istanbul, Turquia       | Duro        | Adrian Mannarino    | 0-6, 0-2 RET       |
| Vice      | 9.  | 17 Novembro 2014 | Toyota, Japão           | Carpete (i) | Go Soeda            | 4-6, 5-7           |
| Vice      | 10. | 27 Janeiro 2015  | Hong Kong, Hong Kong    | Duro        | Kyle Edmund         | 1-6, 2-6           |

### Duplas: 1 (0–1)
| Legenda                   |
| ------------------------- |
| ATP Challenger Tour (0–1) |

| Resultado | N. | Data          | Torneio      | Piso        | Parceiro     | Oponentes                          | Placar                     |
| --------- | -- | ------------- | ------------ | ----------- | ------------ | ---------------------------------- | -------------------------- |
| Vice      | 1. | 14 Março 2009 | Kyoto, Japão | Carpete (i) | Takao Suzuki | Aisam-ul-Haq Qureshi Martin Slanar | 7–6(9–7), 6–7(7–3), [6–10] |